# ديفير ماتشادو
ديفير ماتشادو (بالإسبانية: Deiver Machado)‏ (2 سبتمبر 1993 كولومبيا - ) هو لاعب كرة قدم كولومبي، شارك في كرة القدم في الألعاب الأولمبية الصيفية 2016.

## روابط خارجية
- ديفير ماتشادو على موقع الاتحاد الأوربي (الإنجليزية)
- ديفير ماتشادو على موقع قاعدة بيانات كرة القدم.إي يو (الإنجليزية)
- ديفير ماتشادو على موقع ليكيب (الفرنسية)
- ديفير ماتشادو على موقع ناشيونال فوتبول تيمز (الإنجليزية)
- ديفير ماتشادو على موقع Soccerway.com (الإنجليزية)
- ديفير ماتشادو على موقع عالم كرة القدم.نت (الإنجليزية)
- ديفير ماتشادو على موقع أوليمبيديا (الإنجليزية)
- ديفير ماتشادو على موقع AS.com (الإسبانية)